# Madalena (Chaves)
Madalena is een plaats (freguesia) in de Portugese gemeente Chaves en telt 2 004 inwoners (2001).